# L'Arbre d'Halloween
L'Arbre d'Halloween (titre original : The Halloween Tree) est un roman fantastique de Ray Bradbury paru aux États-Unis en 1972. Il est publié en France en 1994 aux éditions du Seuil.

## Résumé
Quatre amis sont montrés dans leurs maisons respectives en train de se déguiser avec enthousiasme : Jenny en sorcière, Ralph en momie, Wally en bossu et Tom Skelton en squelette. Ils ont prévu de retrouver leur meilleur ami, Joe Pipkin, mais celui-ci n'apparaît pas. Ils se rendent à la maison de Pip et le voient être embarqué dans une ambulance avec ses parents à ses côtés. Il leur a écrit une note expliquant qu'il doit aller à l'hôpital pour une appendicectomie d'urgence et qu'ils doivent célébrer sans lui. Ils estiment qu'ils ne peuvent pas commencer Halloween sans lui, et suivent donc l'ambulance pour lui rendre visite à l'hôpital. Tom suggère un raccourci à travers les bois sinistres : le ravin sombre et sinistre. Ils voient ce qui ressemble à un Pip translucide qui court le long du sentier du ravin, et Tom les entraîne, convaincu que Pip a conçu un canular élaboré pour eux. Le groupe court après Pip, qui disparaît près d'un manoir imposant et sombre.
Un homme nommé Carapace Clavicle Moundshroud les accueille à l'intérieur. Moundshroud se dit déçu qu'aucun des enfants ne sache ce que symbolisent leurs costumes. Il révèle qu'il en a après le fantôme de Pip. Pip cherche et vole une citrouille avec son visage sculpté dans l'arbre des citrouilles d'Halloween de Moundshroud. Tom supplie Moundshroud de les laisser venir avec lui pour aider à ramener Pip. Moundshroud refuse d'abord, mais cède : s'ils peuvent le suivre avant l'aube, ils pourront peut-être récupérer la citrouille et ramener Pip, tout en participant à une sorte de chasse au trésor pour apprendre la signification de leurs costumes et les origines d'Halloween. Ils commencent leur quête de Pip en remontant dans le temps en arrachant de vieilles affiches de cirque dans une grange voisine et en fabriquant un cerf-volant géant, auquel les enfants s'accrochent pour former une queue lestée.
Ils se rendent d'abord dans l'Égypte ancienne pour découvrir la fête appelée "la fête des fantômes". En suivant l'esprit de Pip jusqu'à une tombe dans une pyramide, ils découvrent la signification de la momification. Ralph trouve un Pip faible d'esprit et le supplie de revenir. Alors que les prêtres tentent d'embaumer Pip, Ralph les effraie en se faisant passer pour une vraie momie, mais lorsque Moundshroud le confronte à nouveau, Pip utilise la magie de sa citrouille pour lui échapper, et le groupe le poursuit à travers le temps, une fois de plus.
Ensuite, en arrivant à Stonehenge pendant l'âge des ténèbres en Angleterre, ils sont témoins de rituels effectués par des druides celtiques et des villageois de l'ancien monde celtique. Pendant que Moundshroud leur enseigne, Pip apparaît brièvement sous la forme d'un chat noir. Ils tombent sur un champ de paille récoltée et transformée en balais et découvrent une assemblée de sorcières qui chantent et célèbrent la nouvelle année. Moundshroud aide les enfants à échapper à une foule de villageois hostiles aux sorcières en faisant voler certains balais, puis fait tomber Pip de son balai pour tenter de lui arracher sa citrouille. Jenny attrape Pip mais a peur de le perdre. Il l'encourage et s'enfuit.
Ils le suivent en France et arrivent à la cathédrale Notre Dame de Paris, qui n'est pas terminée, et apprennent que la cathédrale utilise des gargouilles et des démons. Les enfants utilisent la magie de Moundshroud pour terminer la cathédrale, et Wally grimpe pour atteindre une gargouille en forme de Pip qui tient la citrouille de Pip. Il supplie Pip d'être fort ; Pip s'enfuit à nouveau et le groupe le suit.
Enfin, au Mexique, ils découvrent la signification des squelettes pendant le "Día de los Muertos", le festival du jour des morts. Ils trouvent un Pip très faible dans une catacombe. Tom parvient à atteindre Pip et s'excuse auprès de lui, admettant qu'il se sent coupable de toute cette épreuve car il a souhaité que quelque chose de mal arrive à Pip pour qu'il puisse diriger le groupe pour une fois. Pip sourit, lui pardonne et lui promet de le laisser diriger le groupe quand il le voudra. L'esprit de Pip s'effrite en poussière et disparaît.
Moundshroud dit aux enfants qu'ils ne sont pas arrivés à temps et que Pip est désormais sa propriété. Les enfants lui offrent une année de la fin de leur vie en échange du retour de Pip. Il accepte le marché et donne à chacun d'eux un morceau de crâne de sucre d'orge portant le nom de Pip à manger, scellant ainsi le marché. L'esprit de Pip renaît alors, il reprend sa citrouille à Moundshroud et s'envole. Le groupe est alors immédiatement transporté chez lui, en Amérique, à l'époque actuelle, après avoir terminé le voyage de quatre mille ans. Les enfants se rendent chez Pip pour vérifier si l'expérience était réelle, et sont ravis de le voir revenir de l'hôpital. Au manoir, Moundshroud souffle la bougie de sa citrouille, se transforme en fumée et disparaît ; l'arbre d'Halloween est assailli par des vents violents, emportant toutes les citrouilles - toutes sauf la "citrouille" de Pip, que les enfants ont sauvée par leur sacrifice.

## Différentes éditions françaises
- Éditions du Seuil, quatrième trimestre 1994, réédité en poche, coll. « Points virgule », en 1998 et 2001.
- Gallimard, coll. « Folio SF » no 525, septembre 2015.

## Adaptations
Ray Bradbury lui-même a adapté ce roman en film d'animation sous le même titre (en) en 1993. L'adaptation animée a reçu l'année suivante, en 1994, le Emmy Award for Outstanding Writing in an Animated Program. Le 18 juin 2020, une nouvelle adaptation filmique du roman fut annoncée comme étant en cours de développement par Warner Bros. avec Will Dunn au script et Charlie Morrison à la supervision du projet.